# Charles Eugène de Lalaing d'Audenarde
Charles Eugène Lalaing d'Audenarde, né à Paris le 13 novembre 1779 et mort à Paris le 4 mars 1859, est un général français de la Révolution et de l’Empire, pair de France et sénateur du Second Empire.

## Biographie

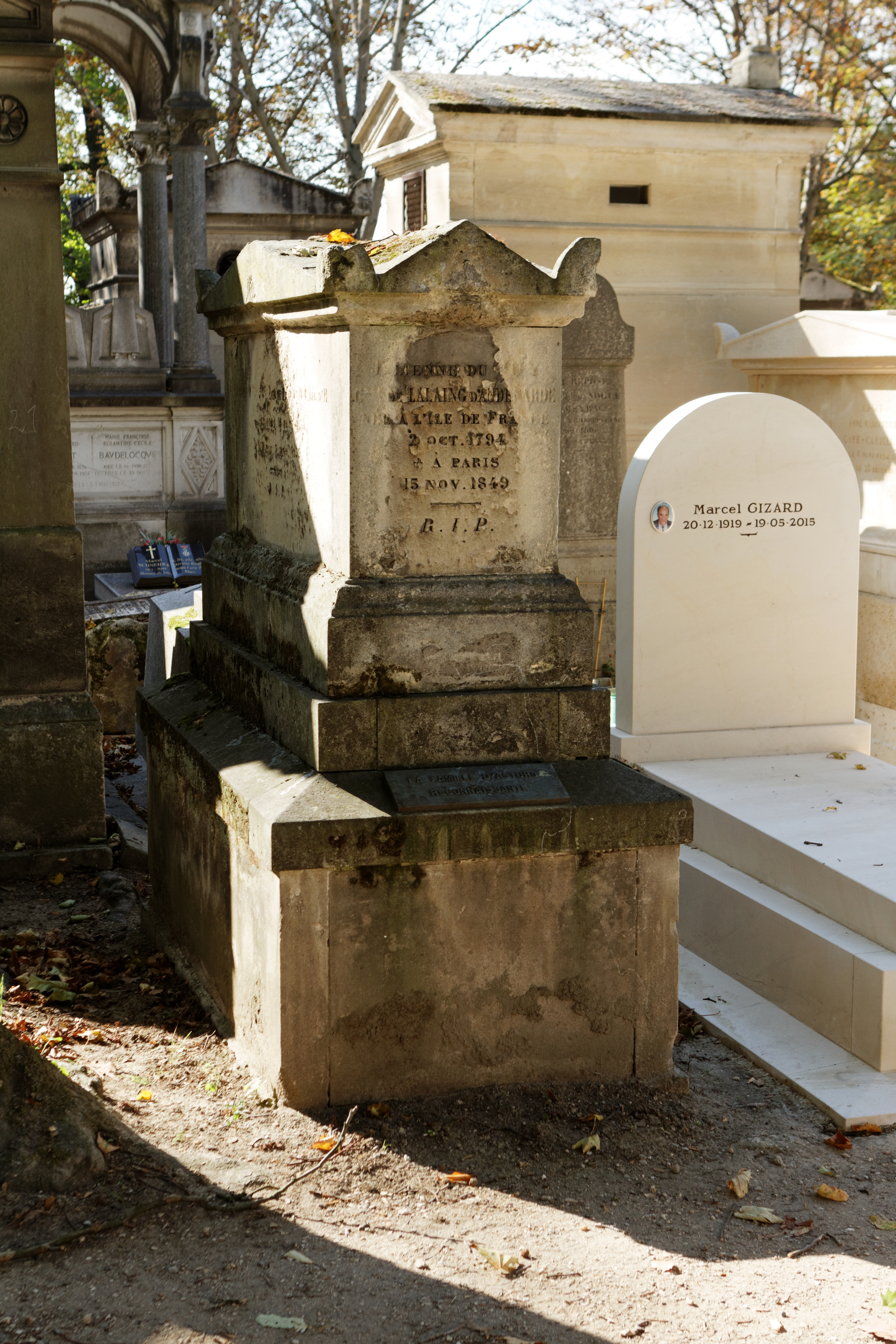
Tombe au cimetière du Père-Lachaise.

Il suivit sa famille dans l'émigration et entra le 1er avril 1799 au service de l'Autriche, fut sous-lieutenant au 6e régiment de dragons (Mélas), qu’il quitta pour passer au service de la France le 28 juin 1804, avec un brevet de capitaine au 112e de ligne. Promu successivement chef d’escadron au 3e régiment de cuirassiers le 5 septembre 1805, major des lanciers rouges de la Garde impériale le 10 septembre 1807 et colonel le 29 janvier 1809, il prit part avec la Grande Armée aux batailles d’Austerlitz, d’Iéna, d’Eylau, de Friedland, d’Eckmühl, d’Essling et de Wagram.
Après la campagne de Russie où il donna des preuves éclatantes de bravoure, il fut créé baron de l’Empire le 15 octobre 1809, et promu général de brigade le 5 décembre 1812. se distingua à la bataille de Dresde, et fit, en 1814, la campagne de Belgique. Lalaing vit avec joie le retour des Bourbons. Il fut admis le 1er juin 1814 comme lieutenant dans la compagnie gardes du corps de Noailles, et après avoir suivi Louis XVIII à Gand, fut appelé à commander cette compagnie le 1er novembre 1815.
En 1823 il prit part à la guerre d'Espagne, fut promu à son retour lieutenant général le 30 juillet 1823 et devint le 28 novembre 1824, commandant de la 7e division militaire à Grenoble. La Révolution de Juillet l’avait mis en disponibilité ; mais bientôt placé le 7 février 1831, dans le cadre d’activité d’état-major général de l’armée, il devint membre du comité de cavalerie et fut appelé à la pairie le 3 octobre 1837. Il obtint en 1842 le commandement de la 2e division militaire (Châlons-sur-Marne), puis celui de la quatorzième (Rouen), et fut admis à la retraite en 1848. Le Second Empire lui conféra le 4 mars 1853, la dignité de sénateur. Lalaing d’Audenarde soutint le gouvernement impérial avec le même zèle que les monarchies précédentes. Il fut élevé à la dignité de grand-croix de la Légion d'honneur le 19 août 1847.
Il est inhumé au cimetière du Père-Lachaise (45e division).
Son nom figure sur la 12e colonne de l'arc de triomphe de l'Étoile : LALAING D'AUDde.

## Sources
- Grand dictionnaire universel du XIXe siècle, par Pierre Larousse
- Dictionnaire des parlementaires français par Adolphe Robert, Edgar Bourloton et Gaston Cougny, tome 3, Fes-Lav, Bourloton éditeur, Paris, 1891.